# Flughafen Araxos

i8
i11
i13
Der Flughafen Araxos (offiziell griechisch Κρατικός Αερολιμένας Αράξου Kratikos Aerolimenas Araxou, Markenauftritt auch als Agamemnon Airport, (IATA-Code: GPA, ICAO-Code: LGRX)) ist ein griechischer Flughafen im Nordwesten der Halbinsel Peloponnes bei Patras nahe dem Kap Araxos. Er ist zugleich ein wichtiger Militärflugplatz der griechischen Luftwaffe.

## Anfahrt
Der Flughafen liegt 45 km westlich von Patras nahe der Nationalstraße 9 (E 55). Der Flughafen ist kaum an das öffentliche Verkehrsnetz angeschlossen. Die An- bzw. Abreise ist im Wesentlichen nur mit Taxi, Mietwagen oder privatem Fahrzeug, teilweise auch mit öffentlichen Bussen der KTEL nach Patras und Araxos, möglich. Pauschalurlauber werden am Airport mit Bussen abgeholt.

## Flugverbindungen
Der Flughafen wird saisonal von mehreren Fluggesellschaften aus Estland, Frankreich und Polen angeflogen.
Aus deutschsprachigen Ländern gibt es folgende saisonale Direktflüge: TUIfly bedient Araxos ab Düsseldorf, Frankfurt, Hannover, München und Stuttgart. Austrian Airlines fliegt ab Wien. Edelweiss Air bedient Araxos im Juli und August ab Zürich.

## Geschichte
Während des Zweiten Weltkrieges wurde der Flugplatz von der deutschen Luftwaffe genutzt. Im September 1943 verlegte die I. Gruppe des Stukageschwaders 3 von Megara nach Araxos und flog von dort aus Einsätze gegen italienische Truppen auf Kefalonia und Korfu.
Im Jahr 2022 fand hier das NATO Tiger Meet statt.